# Háromujjú hőcsik

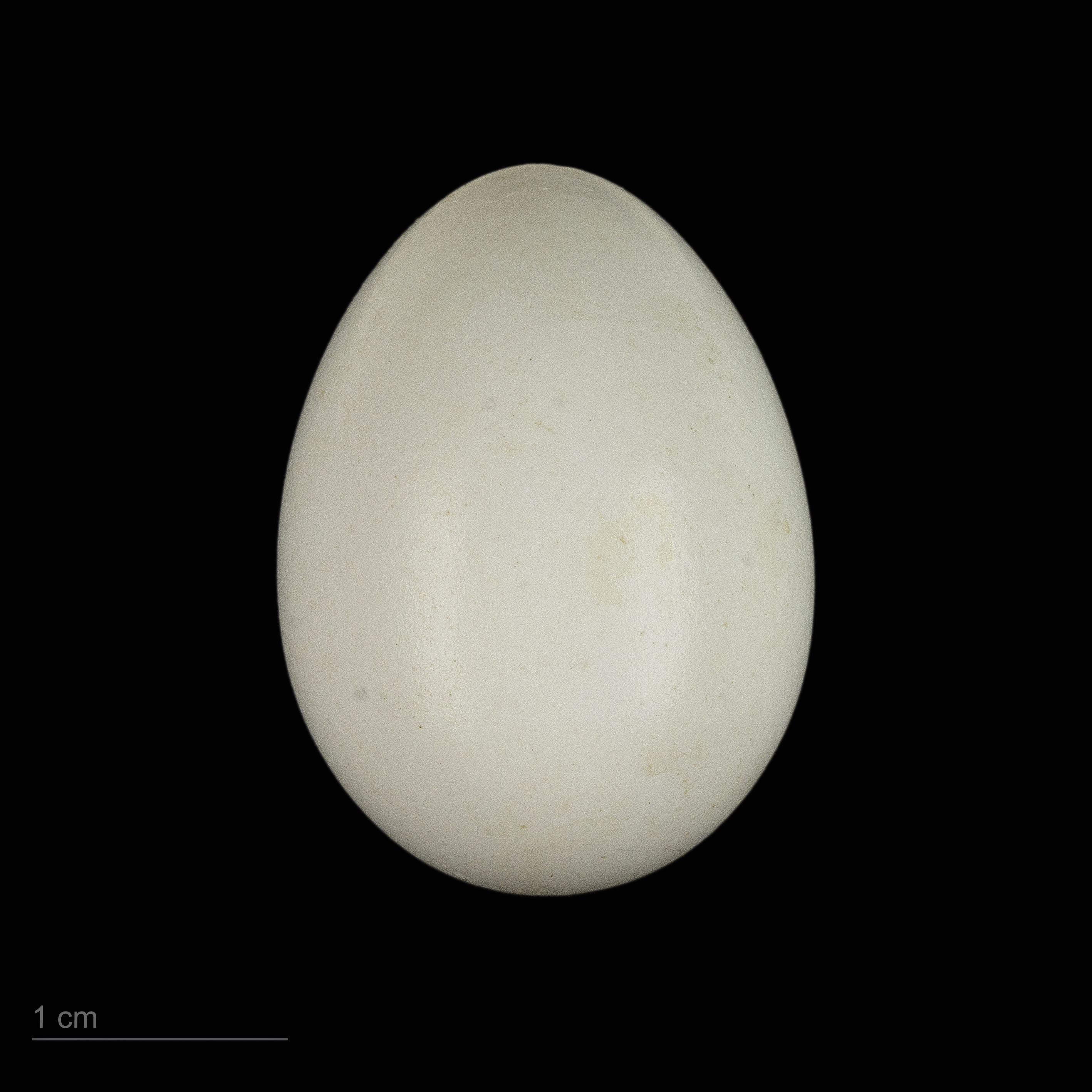
Picoides tridactylus

A háromujjú hőcsik vagy háromujjú harkály (Picoides tridactylus) a madarak (Aves) osztályának harkályalakúak (Piciformes) rendjébe, ezen belül a harkályfélék (Picidae) családjába tartozó faj.
A Picoides madárnem típusfaja.

## Előfordulása
Európa északkeleti részén és foltszerűen Közép-Európában, ezen kívül Ázsia középső részén él. Magashegységekben és sarkvidéki erdőkben található.

### Kárpát-medencei előfordulása
Magyarországi előfordulása nincs megerősítve. A környező magashegységekben viszont otthonos.

## Alfajai
- Picoides tridactylus albidior Stejneger, 1885
- Picoides tridactylus alpinus C.L. Brehm, 1831
- Picoides tridactylus crissoleucus (Reichenbach, 1854)
- Picoides tridactylus funebris (J. Verreaux, 1870) - egyes ornitológusok önálló fajnak vélik[2]
- Picoides tridactylus inouyei Yamashina, 1943
- Picoides tridactylus kurodai Yamashina, 1930
- Picoides tridactylus tianschanicus Buturlin, 1907
- Picoides tridactylus tridactylus (Linnaeus, 1758)

## Megjelenése
Testhossza 22–27 centiméter. Feje teteje élénk citromsárga. Feje hátsó része fekete, ugyancsak ilyen a szemén, füle táján és nyaka oldalán lehúzódó széles sáv, melyet felülről keskeny, alulról széles fehér csík határol. Álla, torka, alsó teste közepe tája fehér; a begy és mell oldalának tollain fekete szélesebb szárfoltok, míg hasán, combjain, farka alján s az alsó farkfedőkön ugyancsak fekete keresztsávok vannak. Hátoldala a szárnyakkal együtt egy – a nyak fehér hátsó részétől egész a felső farkfedőkig húzódó – széles fehér sáv kivételével fekete. Csak három ujjal rendelkezik

## Életmódja
Rovarokat és lárvákat gyűjtöget.

## Szaporodása
Fák törzsébe vájt üregbe rakja tojásait.